# Altozano (Albacete)
El Altozano es una de las plazas más famosas de la ciudad española de Albacete, situada en el centro histórico de la capital y considerada el kilómetro cero de la ciudad castellanomanchega.
Pilar fundamental de la capital a lo largo de su historia, en ella se producen diariamente acontecimientos culturales diversos. La histórica plaza ha sido testigo de recepciones reales, visitas de jefes de Estado y hechos históricos.
En su diseño han intervenido prestigiosos arquitectos como Daniel Rubio, Francisco Manuel Martínez Villena, Julio Carrilero, Romualdo de Madariaga, Eusebi Bona o Germán Álvarez de Sotomayor.

## Toponimia
La plaza ha recibido varias denominaciones a lo largo de su historia: plaza del Arrabal, del Altozano, del Progreso, del General Espartero, de Gabriel Lodares, del Caudillo y nuevamente del Altozano, actual.

## Historia

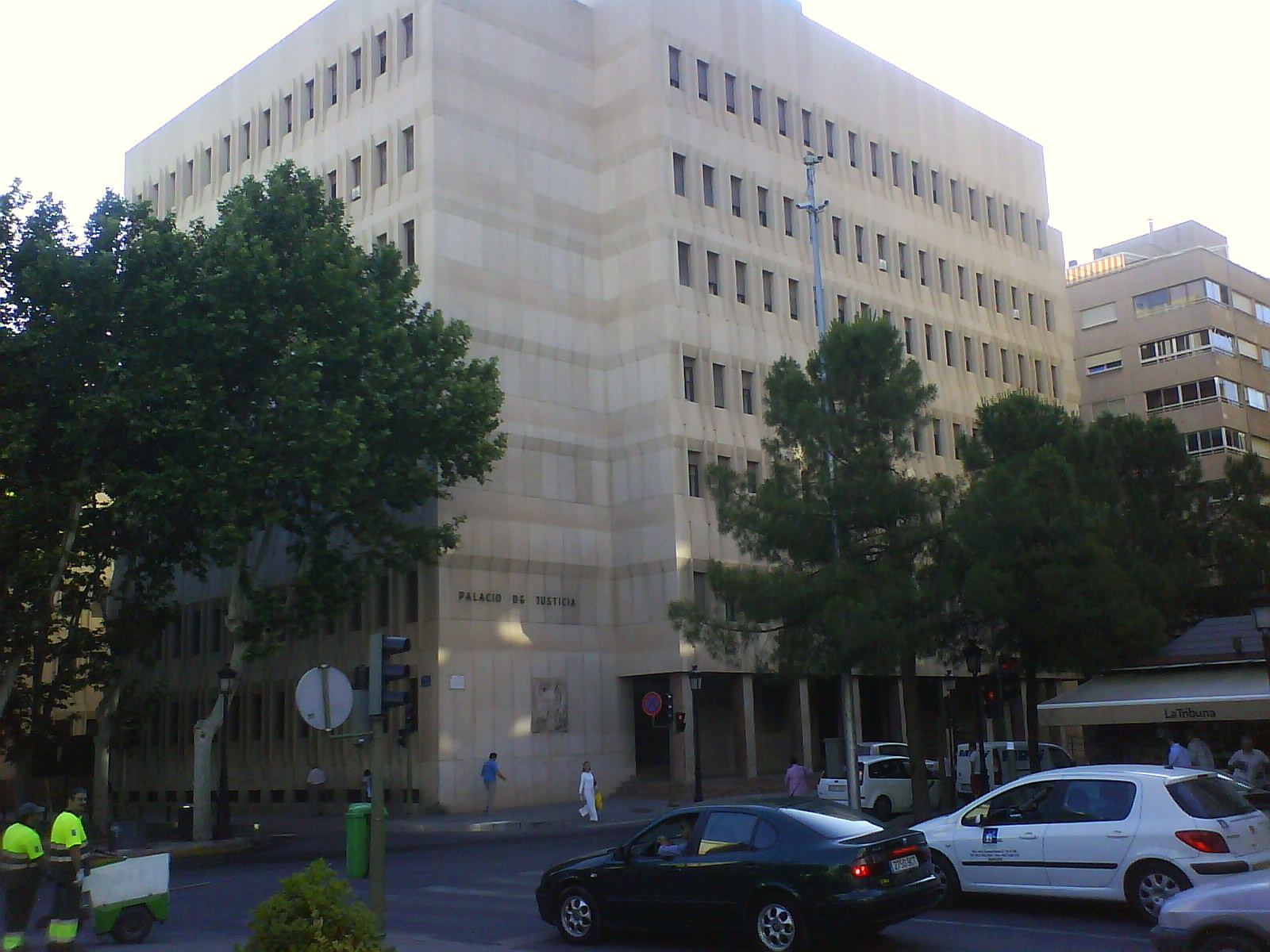
Palacio de Justicia de Albacete, sede del Tribunal Superior de Justicia de Castilla-La Mancha, máximo órgano del poder judicial de la comunidad autónoma

El origen de la plaza del Altozano se sitúa en la década de 1570, cuando se fundaron los conventos de San Agustín, cuyo lugar ocupa hoy día el Palacio de Justicia de Albacete, sede del Tribunal Superior de Justicia de Castilla-La Mancha, y de Justinianas, en el lugar del actual edificio de la Delegación de Economía y Hacienda del Gobierno de España, cuando era conocida como plaza del Arrabal. Ya en el plano de Albacete de 1767 se puede ver la plaza del Altozano. 
En 1814 el rey Fernando VII pernoctó en el palacio del Conde de Pinohermoso, que se ubicaba en el lugar que hoy ocupa el edificio del Banco Santander. En la década de 1860 el Altozano recibió el nombre de plaza del Progreso hasta 1879, cuando cambió su denominación por la de plaza del General Espartero.

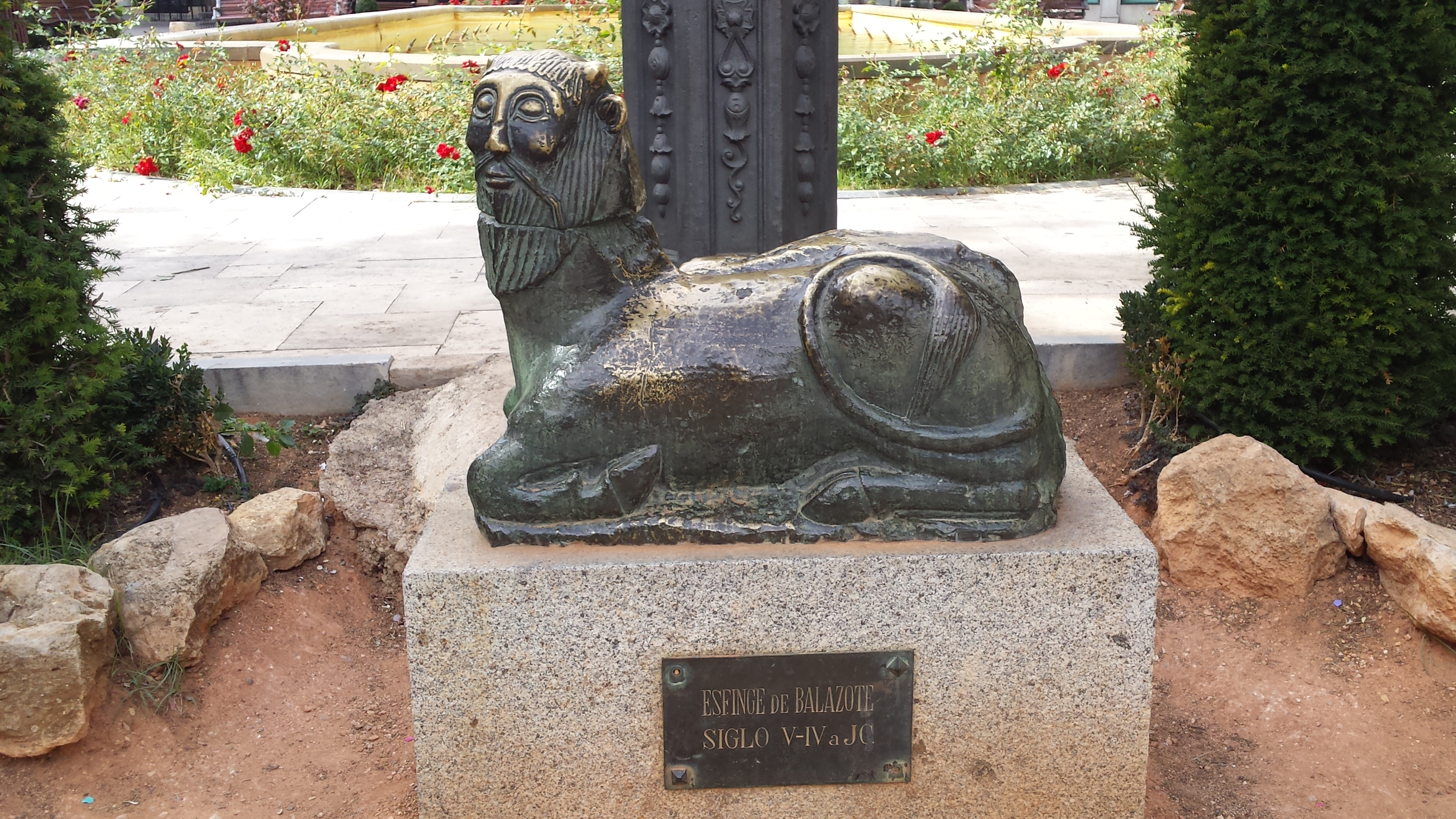
Bicha de Balazote, reproducción de una de las esculturas más emblemáticas del arte íbero

En 1870 el rey Amadeo de Saboya visitó la Audiencia Territorial de Albacete. En 1887 se inauguró la sucursal del Banco de España en Albacete. Un año después, en 1888, se implementó alumbrado eléctrico en la plaza, convirtiéndose Albacete en la primera capital española en disponer de este servicio público. La plaza del Altozano fue considerada oficialmente como el centro de la ciudad en 1902 y el Ayuntamiento de Albacete instaló en ella su sede en 1903, en la antigua casa Cortés, remodelada por el arquitecto Francisco Manuel Martínez Villena y estrenada en 1905 por el rey Alfonso XIII. 
En 1915 se construyó el Gran Hotel de Albacete, obra de Daniel Rubio. Ya en la década de 1920 la plaza se modernizó y se amplió durante el mandato de Paulino Cuevas-Mons. En 1926 fue proyectado el Banco Central por el arquitecto Isidro de Benito, monumental inmueble de estilo neoplateresco que posteriormente fue sustituido por el edificio del Banco Santander fruto de la especulación urbanística. En 1933 se construyó el cine Capitol, actual sede de la Filmoteca de Albacete. En 1936 fue inaugurado el edificio propio del Banco de España en Albacete, obra de Romualdo de Madariaga.

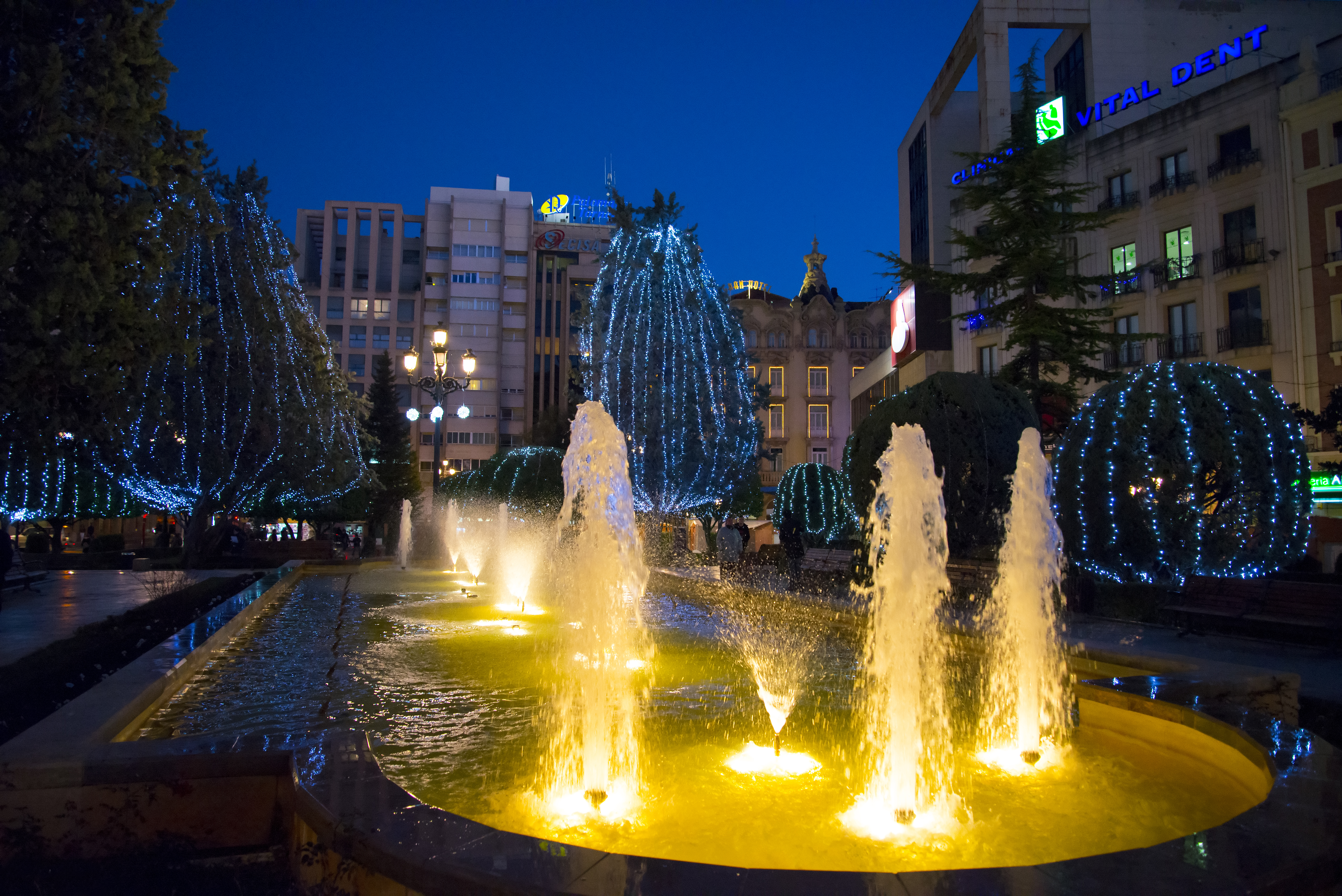
Fuente central de la plaza del Altozano

Albacete fue la sede del Cuartel General de las Brigadas Internacionales durante la guerra civil. La ciudad sufrió intensos bombardeos y se construyó un búnker o refugio antiaéreo. La plaza cobró su aspecto actual durante la alcaldía de Martínez de la Ossa (1950-1956), con el estanque, los jardines del Altozano y la reproducción de la Bicha de Balazote.

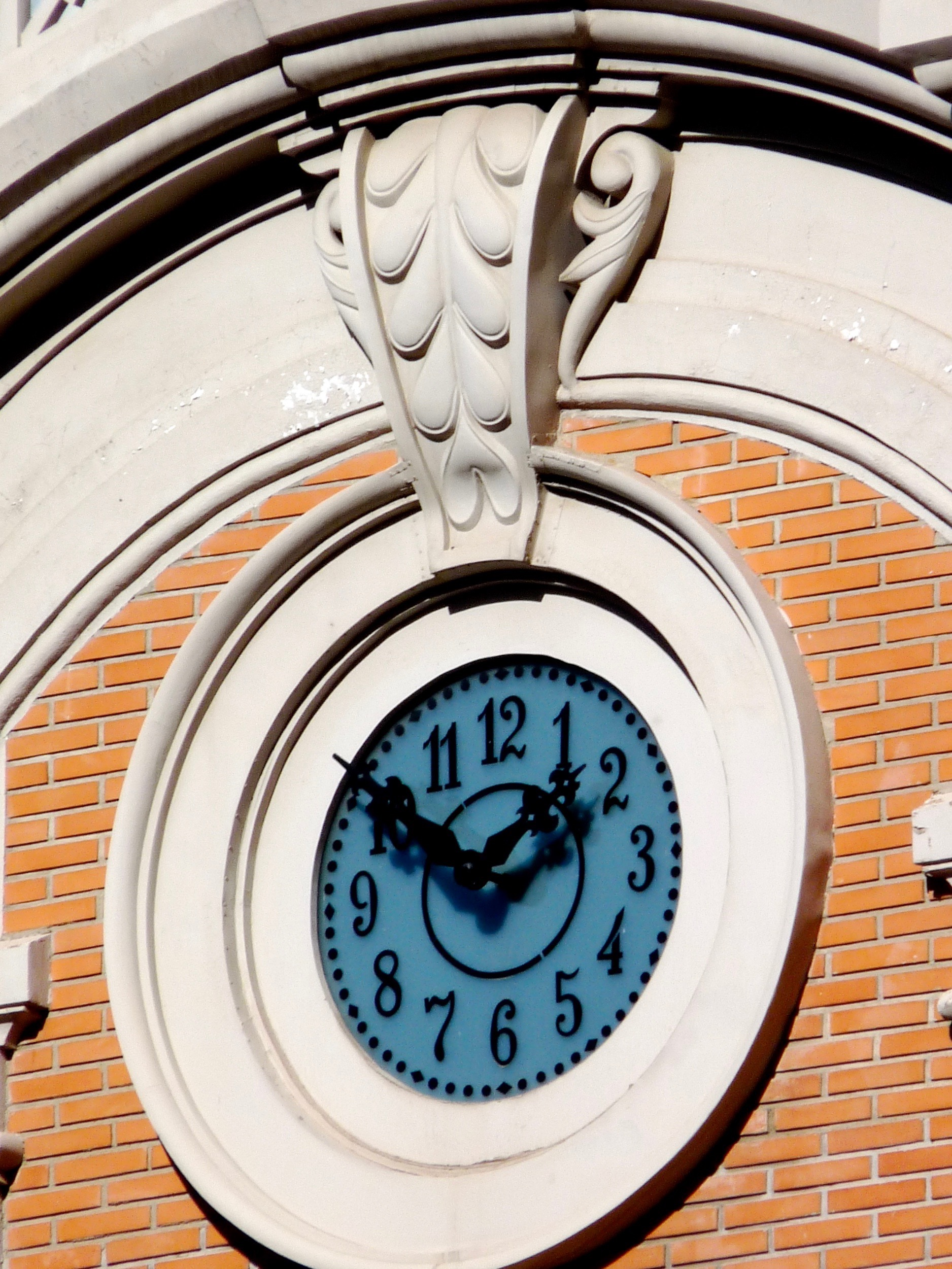
Reloj del Altozano en la casa Cortés, antigua casa consistorial de Albacete

En 1960 se levantó el edificio La Unión y el Fénix, de estilo neoclásico obra de Eusebi Bona, coronado por la figura de Ganimedes y el ave fénix.
 En 1977 se construyó el Palacio de Justicia de Albacete, diseñado por Germán Álvarez de Sotomayor en el lugar que ocupaba el de la Audiencia Territorial de Albacete desde 1834, que comprendía las provincias de Albacete, Ciudad Real y Cuenca y la Región de Murcia, tras ser demolido en 1975. 
En 1998 se incorporó a la plaza el monumento al Cuchillero, símbolo del arte emblemático de la ciudad, sumándose así a la Gran Dama Oferente y a la Bicha de Balazote. En 2023 fueron colocados el monumento a José Luis Cuerda y la escultura Albacete.

## Descripción

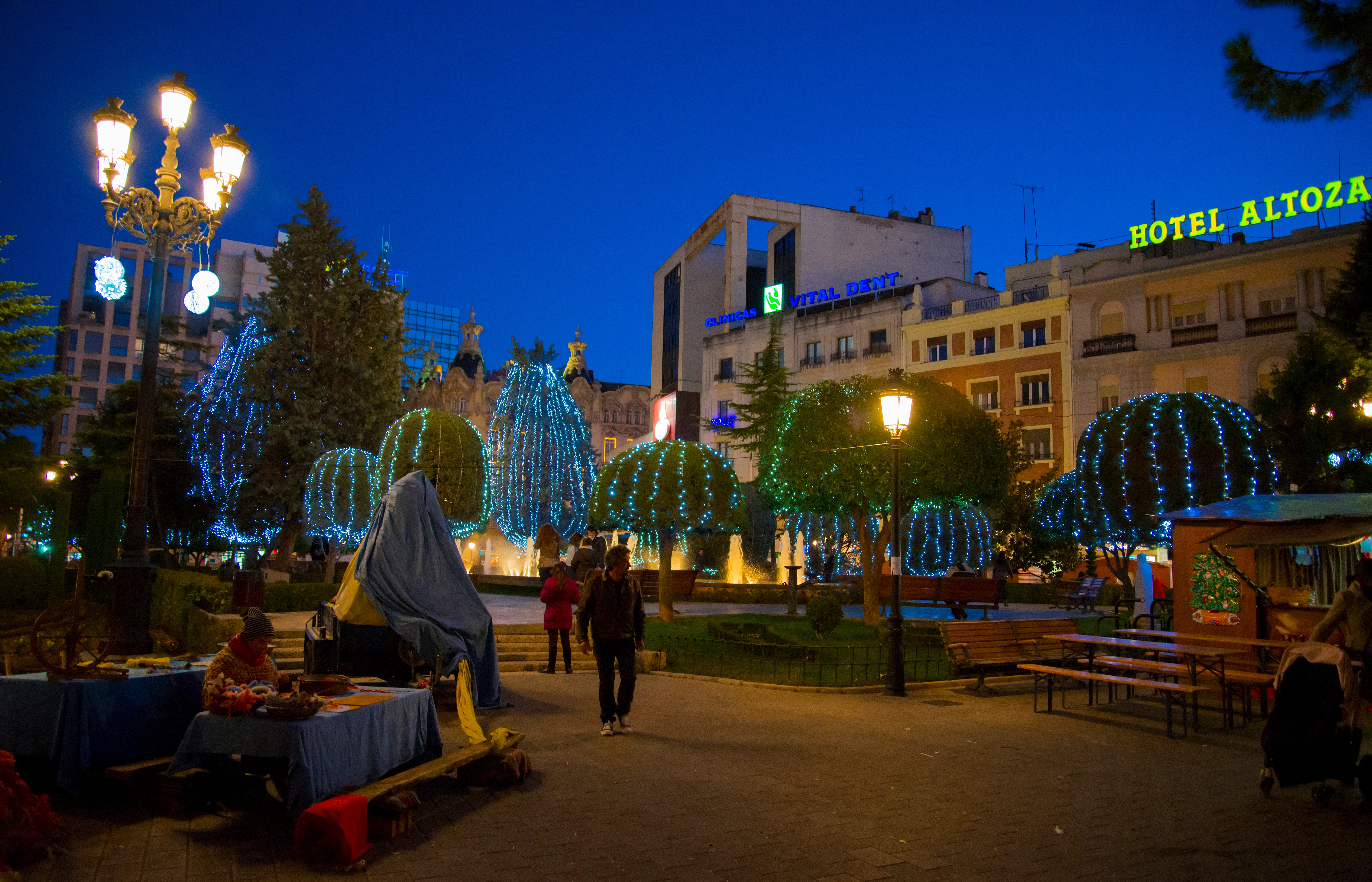
Mercado Navideño de Albacete

La plaza del Altozano es atravesada por la calle Marqués de Molins (último tramo de la calle Ancha), en dirección sur-norte, que se continúa con el paseo de la Libertad. Al norte de la plaza discurre otra vía conformada por las calles San Agustín al este y Martínez Villena al oeste.
En el centro de la plaza se encuentran los jardines del Altozano, la zona verde de origen antrópico más antigua de la ciudad, inaugurada en 1843, en los que se ubican el monumento al Cuchillero y la Bicha de Balazote, con una gran fuente central.

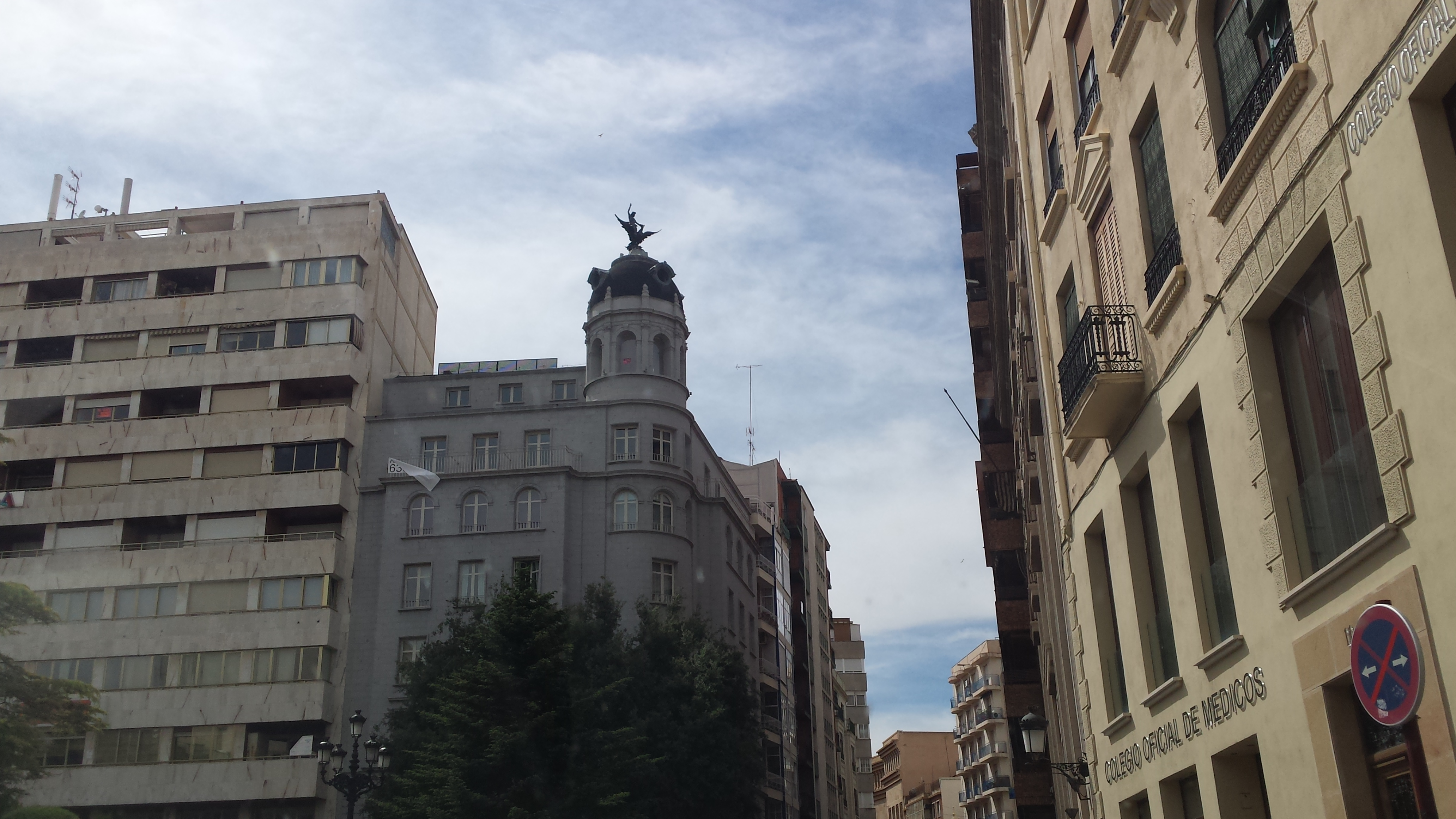
Escultura en altura del edificio La Unión y el Fénix, diseñado por Eusebi Bona

La plaza del Altozano, de gran belleza arquitectónica, alberga numerosos lugares de interés de la capital como el Palacio de Justicia de Albacete, sede del Tribunal Superior de Justicia de Castilla-La Mancha; el Gran Hotel; la antigua casa consistorial de Albacete, sede del Museo Municipal de Albacete; el cine Capitol, sede de la Filmoteca de Albacete; el edificio del Banco de España; el edificio del Banco Santander, sede central del Santander en la capital; el edificio de la Delegación de Hacienda; el refugio antiaéreo del Altozano o el Hotel Altozano.

## Cultura

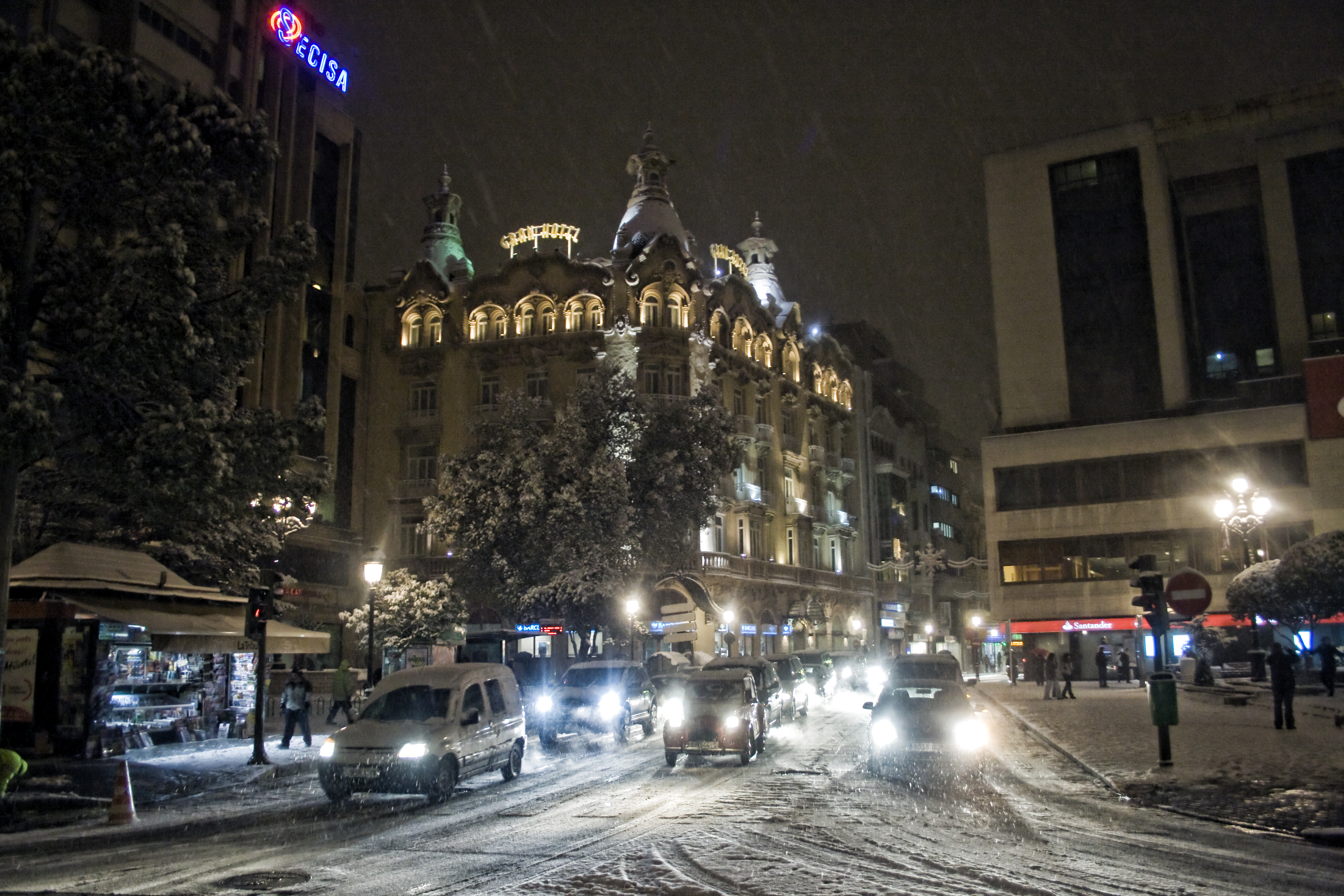
Vista de la plaza del Altozano en plena nevada

En Navidad se celebra el Mercado Navideño de Albacete, en el que se pueden encontrar productos típicos de esta época del año, además de la celebración de numerosas actividades culturales.
El miércoles de ceniza se celebra el Entierro de la Sardina, en el que una falla con forma de sardina (doña Sardina) es trasladada con cortejo fúnebre desde la plaza de Gabriel Lodares hasta la plaza del Altozano, donde es juzgada, condenada y quemada.
En mayo tiene lugar en la plaza del Altozano, entre otros lugares, el tradicional Mercado Medieval de Albacete, donde las calles se engalanan y trasladan a la época medieval.
Las campanadas de las 12 de la noche del 31 de diciembre del reloj de la plaza marcan la tradicional toma de las doce uvas a muchos albaceteños y visitantes.